# Deutsche Leichtathletik-Hallenmeisterschaften 1965
Die 12. Deutschen Leichtathletik-Hallenmeisterschaften fanden am 6. März 1965 in der Stuttgarter Killesberghalle statt. Gelaufen wurde auf einer 200 m langen Rundbahn. Neu im Programm war der 200-Meter-Lauf bei den Herren und Damen.

## Medaillengewinner Männer
| Disziplin      | Gold                                                                                      | Leistung   | Silber                                                                                     | Leistung   | Bronze                                                                               | Leistung   |
| -------------- | ----------------------------------------------------------------------------------------- | ---------- | ------------------------------------------------------------------------------------------ | ---------- | ------------------------------------------------------------------------------------ | ---------- |
| 60 m           | Gert Metz (USC Mainz)                                                                     | 6,7 s      | Willi Holdorf (SV Bayer 04 Leverkusen)                                                     | 6,8 s      | Hans-Jürgen Felsen (FV Salamander Kornwestheim)                                      | 6,8 s      |
| 200 m          | Dieter Hübner (FV Salamander Kornwestheim)                                                | 22,1 s     | Walter Dorn (DJK Hockenheim)                                                               | 22,5 s     | Gustav Held (SG Eintracht Frankfurt)                                                 | 22,6 s     |
| 400 m          | Jörg Jüttner (VfL Wolfsburg)                                                              | 48,2 s     | Hans-Dieter Mauel (ASV Köln)                                                               | 48,6 s     | Jürgen Jaenisch (ASV Köln)                                                           | 48,8 s     |
| 800 m          | Dieter Bogatzki (Sportfreunde Siegen)                                                     | 1:50,2 min | Jörg Balke (Polizei SV Berlin)                                                             | 1:51,4 min | Jörg Lawrenz (Berliner SC)                                                           | 1:53,3 min |
| 1500 m         | Bodo Tümmler (SC Charlottenburg)                                                          | 3:54,5 min | Klaus Prenner (FSV Frankfurt)                                                              | 3:54,8 min | Klaus Lehmann (Polizei SV Berlin)                                                    | 3:55,6 min |
| 3000 m         | Helge Franke (ATSV Saarbrücken)                                                           | 8:04,2 min | Werner Girke (VfL Wolfsburg)                                                               | 8:08,4 min | Lutz Philipp (LBV Phönix von 1903)                                                   | 8:12,0 min |
| 60 m Hürden    | Werner Trzmiel (VfL Bochum)                                                               | 8,0 s      | Hinrich John (Hannover 96)                                                                 | 8,0 s      | Herbert Stürmer (SV Siemens Nürnberg)                                                | 8,2 s      |
| 4 × 400 m      | Sportvg Feuerbach (Hans-Peter Herrmann, Peter Zeller, Jürgen Altschäffl, Bernhard Schmid) | 3:14,8 min | SV St. Georg von 1895 (Klaus Hoffmeister, Dieter Isermann, Harm Bredemeier, Jens Ulbricht) | 3:14,9 min | Karlsruher SC (Siegfried König, Klaus Weigand, Dieter Bogenschütz, Gerhard Stegmann) | 3:15,5 min |
| Hochsprung     | Wolfgang Schillkowski (TB Wülfrath)                                                       | 2,10 m     | Gunther Spielvogel (SV Bayer 04 Leverkusen)                                                | 2,10 m     | Ingomar Sieghart (TSV 1860 München)                                                  | 2,01 m     |
| Stabhochsprung | Wolfgang Pinder (FV Salamander Kornwestheim)                                              | 4,60 m     | Hartmut Reinhardt (Turnerschaft Göppingen)                                                 | 4,50 m     | Günter Schmidt (Westende Hamborn)                                                    | 4,40 m     |
| Weitsprung     | Jörg Jüttner (VfL Wolfsburg)                                                              | 7,43 m     | Heinz Gabriel (Stuttgarter Kickers)                                                        | 7,43 m     | Michael Sauer (USC Mainz)                                                            | 7,28 m     |
| Dreisprung     | Michael Sauer (USC Mainz)                                                                 | 16,16 m    | Hans-Jörg Müller (ATSV Saarbrücken)                                                        | 15,20 m    | Günter Krivec (USC Mainz)                                                            | 14,91 m    |
| Kugelstoßen    | Heinfried Birlenbach (Sportfreunde Siegen)                                                | 17,89 m    | Traugott Glöckler (USC Heidelberg)                                                         | 17,64 m    | Wolfgang Reiß (Osnabrücker TV)                                                       | 16,73 m    |

## Medaillengewinner Frauen
| Disziplin   | Gold                                                                                     | Leistung   | Silber                                                                        | Leistung   | Bronze                                                                                  | Leistung   |
| ----------- | ---------------------------------------------------------------------------------------- | ---------- | ----------------------------------------------------------------------------- | ---------- | --------------------------------------------------------------------------------------- | ---------- |
| 60 m        | Dorothee Sander (USC Mainz)                                                              | 7,5 s      | Hannelore Swienty (OSC Berlin)                                                | 7,6 s      | Gerlinde Beyrichen (ASV Köln)                                                           | 7,6 s      |
| 200 m       | Kirsten Roggenkamp (TSV Siemensstadt)                                                    | 24,7 s     | Reinhilde Nietmann (Herner TC)                                                | 25,5 s     | Erika Depersdorf (TSG Bergedorf)                                                        | 26,1 s     |
| 400 m       | Uta Hemprich (1. FC Kaiserslautern)                                                      | 57,7 s     | Margarete Buscher (Preußen Münster)                                           | 58,1 s     | Emilie Bertram (ATSV Saarbrücken)                                                       | 58,8 s     |
| 800 m       | Antje Gleichfeld (LG Alstertal-Garstedt)                                                 | 2:10,4 min | Christa Luczak (VfL Wolfsburg)                                                | 2:11,4 min | Marie-Luise Seiler (Meidericher SV)                                                     | 2:14,4 min |
| 60 m Hürden | Inge Schell (TSV 1860 München)                                                           | 8,4 s      | Renate Balck (LG Alstertal-Garstedt)                                          | 8,5 s      | Johanna Gaiser (TSV München-Ost)                                                        | 8,8 s      |
| 4 × 150 m   | OSC Berlin (Erika Rybakowski, Renate Burgemeister, Marlies Fünfstück, Hannelore Swienty) | 1:41,9 min | Hamburger SV (Gerda Paetow, Karin Schneider, Sigrid Hüttenrauch, Jutta Stöck) | 1:44,6 min | Post-SG Mannheim (Sigrid König, Hilde Fleckenstein, Rosemarie Nitsch, Marlies Hoffmann) | 1:46,5 min |
| Hochsprung  | Ilia Hans (SpVgg Bissingen)                                                              | 1,67 m     | Friderun Valk (TSG Ulm 46)                                                    | 1,61 m     | Brigitte Geyer (TV Cannstatt)                                                           | 1,61 m     |
| Weitsprung  | Dorothee Sander (USC Mainz)                                                              | 5,98 m     | Hilde Schubert (SC Tegeler Forst)                                             | 5,86 m     | Ursula Wittmann (SV Asselfingen)                                                        | 5,77 m     |
| Kugelstoßen | Marlene Klein (Euskirchener SC)                                                          | 16,32 m    | Liesel Westermann (Hannover 96)                                               | 14,55 m    | Brigitte Berendonk (USC Heidelberg)                                                     | 14,28 m    |